# Viciria rhinoceros
Viciria rhinoceros là một loài nhện trong họ Salticidae.
Loài này thuộc chi Viciria. Viciria rhinoceros được Hasselt miêu tả năm 1894.